# 古き国制
古き国制（ふるきこくせい、英：ancient constitution）とは、グレート・ブリテン島では、長い間、ブリトン人、ローマ人、デーン人、アングロ・サクソン人、ノルマン人の諸民族が闘争と支配を繰り返してきたが、これらの諸民族とその諸国王のあらゆる時代を通じて、同じ古き良き法であるコモン・ローによって統治を行ってきたのだとする政治思想。古来の国制、古き良き国制ともいう。
ヘンリー・ブラクトンやジョン・フォーテスキュー（Sir John Fortescue）が主たる論客。